# Elisabeth Olin

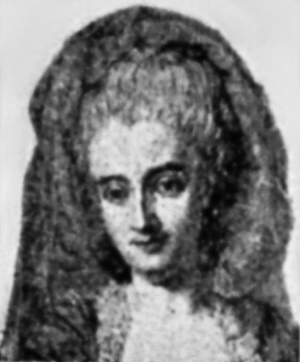
Elisabeth Olin.

Elisabeth Olin (Hovsångerska), de nacimiento Elisabeth Lillstrom (Suecia, 1740 - Estocolmo, 1828), fue una de las primeras soprano y compositoras profesionales de Suecia, y miembro de la Real Academia Sueca de Música.

## Biografía
Su padre, Petter Lillström, fue un músico, un organista y tocó en la orquesta del teatro en Bollhuset, y su madre Elisabeth Lillström fue una de las primeras actrices profesionales nativos en Suecia y miembro del consejo de directores del teatro de Bollhuset en 1740-1753. Elisabeth Olin debutó como niña-actriz en el escenario de Bollhuset junto a su madre a la edad de siete años bajo el nombre de Betty Lillström como Alfhild en la obra Syrinx en 1747, una popular ópera cómica natal, donde destacó como uno de los miembros más valiosos del personal a pesar de que no era un adulto, pero en 1753, el teatro estaba reservado para los soldados franceses contratados por la reina, finalizando el primer experimento de un teatro nacional. Los padres de Olin se unieron entonces a la Compañía de Stenborg.
Recibió la formación de los actores principales Petter Stenborg y Fernando Zellbell en el canto, clavecín y la teoría. Se cree que han participado activamente como cantante de concierto profesional desde la década de 1750. En 1760 se casó con el oficial Gabriel Olin (1728-1794). Apareció como cantante en un concierto en 1769, dirigido por Francesco Uttini, líder de la compañía de teatro de la ópera italiana en Bollhuset desde 1754 hasta 1767 y director de orquesta real, y fue en este punto que se volvió muy popular entre la nobleza y, a menudo contratada para conciertos privados. El año anterior, en 1768, había publicado la composición de una canción propia. 
En la apertura del Parlamento en 1772, el grupo de Petter Stenborg presentó ante el rey Gustavo III y todo el público en Bollhuset, lo que impulso al monarca a fundar una ópera y un teatro de habla nativa. 
Los teatros suecos hasta la fecha estaban en manos de empresas extranjeras. Fue después de la presentación de 1772 que el Rey decidió formar una forma de teatro sueco, con actores suecos, y por lo tanto un teatro abierto a un público que no podía entender la lengua de las compañías extranjeras. Así, la Ópera Nacional de Suecia se fundó en 1773, y Elisabeth Olin fue uno de sus pioneros. Como ella estaba casada con un funcionario, un secretario de la corte real, no se consideró totalmente adecuado para ella actuar profesionalmente, sin embargo el rey levantó el prestigio de la compañía denominándola "opera real de Suecia" y nombrando a la Elizabeth como primerísima cantante. Después de las negociaciones sobre su salario, el más alto de los miembro de la Opera de Suecia entera, le permitió a los miembros femeninos salario del mismo nivel que los hombres.
En la inauguración de la Ópera Real de Suecia el 18 de enero de 1773, cantó el papel de la diosa del mar Tetis en la ópera de Francesco Uttini de Tetis och Pelée, recibió elogios tanto por su voz y su belleza. El protagonista (Pelée) fue Carl Stenborg, el hijo de su antiguo mentor, Petter Stenborg. Ella y el joven e idealista Carl Stenborg se desempeñaron como amantes, y de manera muy convincente, acompañado por su hija, Betty Olin. Ella fue descrita como hermosa, con grandes movimientos y una voz comprometida y extasiado, era una joven bella y rubia con una hermosa voz, aunque no fuerte, que fue declarada con habilidad suficiente para que todos oyeran, y dando a la lengua sueca un nuevo placer. 
Ella se presentó en muchas obras de teatro en el Royal Court Theatre y en la recién fundada ópera de Estocolmo. Su hermana y su hija también se emplearon. Después de sólo dos años de empleo, logró aumentar su salario con la amenaza de dimisión, y después de cinco años, pidió (y recibió posteriormente) el sueldo completo como pensión cada vez que prefirió retirarse. Es muy probable, que recibiera el salario más alto que cualquier mujer había tenido hasta ese momento en Suecia, independientemente de la profesión. En 1782 fue elegida miembro de la Real Academia Sueca de Música, y en 1788 se convirtió en miembro del Comité de Academias. 
Entre sus actuaciones más célebre estuvieron las Galatea en Acis och Galathea de Händel con Carl Stenborg (1773), Eurídice en Orfeus y Eurídice de Gluck con Carl Stenborg, Ifigenia en Ifigenia en Tauris de Gluck y Atalía en Athalie de Jean Racine. Ella también interpretó a Silvia en Silvie por Berton, Aline en Aline, Drottning av Golconda de Uttini con Carl Stenborg (1775-1776), Procris en Procris och Cephal de Grétry con Carl Stenborg 1777-1778 , Clitemnestra en Ifigenia en Aulis de Christoph Willibald Gluck con Carl Stenborg (1778-1779) y Zulma en Cora och Alonso de Johann Gottlieb Naumann (1782-1783).
Ella se mantuvo activamente como cantante de ópera hasta 1803. Su hija Betty Olin, también llamada la joven Elisabeth Olin (1761-1816) se convirtió en una cantante destacada (debutó en concierto en 1770) y viajó con su marido entre Copenhague y Oslo, en 1794-1795.
- Datos: Q271813
- Multimedia: Elisabeth Olin / Q271813